# Mesure conservatoire (droit civil)
Pour un article plus général, voir Mesure conservatoire.
En droit civil, une mesure conservatoire est une décision d'un juge lors d'une instance prise dans le but de sauvegarder les droits d'une partie avant qu'une situation ne se dégrade.

## Droit par pays

### Droit français
Selon Serge Braudo, conseiller honoraire à la Cour d'appel de Versailles, les mesures conservatoires sont très variées, telles que « la mise sous séquestre, la consignation de sommes d'argent, la désignation d'un administrateur, la saisie conservatoire, la saisie de sommes d'argent ou d'objets mobiliers détenus par un tiers, par exemple entre les mains d'une banque ou d'un locataire ».

### Droit québécois (Canada)
Dans le Code civil du Québec, l'article 1626 C.c.Q. porte l'intertitre « mesures conservatoires » et fait partie de le section III du chapitre sixième du livre des obligations intitulé « De la protection du droit à l'excécution de l'obligation ». Il prévoit que « le créancier peut prendre toutes les mesures nécessaires ou utiles à la conservation de ses droits »,.